# Les Misérables: The Staged Concert
Les Misérables: The Staged Concert è un adattamento cinematografico del 2019 della serie di concerti Les Misérables: The All-Star Staged Concert messi in scena al Gielgud Theatre del West End londinese dall'agosto al novembre dello stesso anno. Il film è la registrazione dell'ultima rappresentazione della serie di concerti, avvenuta il 2 dicembre. La replica di quella sera fu registrata e trasmessa dal vivo nei cinema della Gran Bretagna e dell'Irlanda, per poi essere rilasciata su DVD e Blu-Ray.

## Trama
Tolone, 1815. Il galeotto Jean Valjean viene rilasciato dopo 19 anni di prigione e dopo l'incontro con il Vescovo Myriel cambia radicalmente vita e diventa un uomo onesto, un imprenditore e benefattore. Ma, nonostante il passare degli anni, l'ispettore Javert continua a dargli la caccia per rimandarlo in prigione, anche se ora Jean Valjean ha molto da perdere, dato che ha adottato la piccola Cosette, la figlia della sfortunata Fantine. Sempre in fuga da Javert, Valjean si crea una nuova vita per se stesso e Cosette a Parigi, dove la loro vita finisce per intrecciarsi con quella dello studente ribelle Marius Pontmercy durante l'insurrezione repubblicana di Parigi del giugno 1832.

## Produzione

### Sviluppo
Dal 10 agosto al 30 novembre 2019 un adattamento concertistico e semiscenico del musical Les Misérables è andato in scena al Gielgud Theatre del West End londinese durante la chiusura della produzione originale diretta da Trevor Nunn e John Caird e l'apertura di un nuovo allestimento nel dicembre dello stesso anno nel ristrutturato Sondheim Theatre. Con un cast e orchestra di oltre sessantacinque membri, il concerto è rimasto in cartellone per sedici settimane con un cast che comprendeva Michael Ball (Javert), Carrie Hope Fletcher (Fantine), Matt Lucas (Thénardier), Katy Secombe (Madame), Earl Carpenter (Bamatabois/Vescovo) ed Alfie Boe e John Owen Jones che si alternavano nel ruolo del protagonista Jean Valjean.

## Colonna sonora
Il film ha mantenuto tutte le canzoni del musical originali e, in aggiunta, due numeri speciali dopo la chiamata alla ribata: la canzone Bring Him Home cantata da un quintetto composto da Jon Robyns, Killian Donnelly, John Owen-Jones, Alfie Boe e Dean Chrisnall e la canzone Stars cantata come un duetto da Michael Ball e Bradley Jaden. Dopo discorsi da parte di Cameron Mackintosh e del compositore Claude-Michel Schönberg il cast ha cantato un bis di One Day More.

### Album
L'album della colonna sonora è stato pubblicato il 20 novembre 2020 per il trentacinquesimo anniversario del musical. Contiene i brani del musical eseguiti dal cast.

## Distribuzione

### Data di uscita
Visto il successo dell'allestimento concertistico, il produttore Cameron Mackintosh decise di aggiungere una rappresentazione dopo l'ultima replica prevista. Il 2 dicembre 2019 l'ultima delle repliche del concerto fu ripresa e trasmessa dal vivo dalle sale cinematografiche dell'Irlanda e del Regno Unito. Il concerto fu trasmessesso nelle sale statunitensi l'8 dicembre.

### Edizioni home video
Il film fu rilasciato in versione digitale il 20 aprile 2020 nel Regno Unito e in Australia, mentre il DVD e il Blu-ray del concerto fu pubblicato il 20 novembre 2020 nel Regno Unito.